# Південне (електродепо, Санкт-Петербург)
ТЧ-7 Південне (рос. ТЧ-7 «Ю́жное») —  електродепо у пусковій стадії Петербурзького метрополітену, розташоване на п'ятій лінії за станцією «Шушари».

## Розташування
Електродепо розташовано у промзоні селища Шушари на розі вулиць Софійської та Автозаводської навпроти ТЕЦ-22 «Південна».

## Рухомий склад
- 81-717.5/714.5
- 81-717.5П/714.5П
- 81-540/541
- 81-540.2/541.2
- 81-540.5/541.5
- 81-540.7/541.7
- 81-540.8/541.8